# Terry Glaze
Terry Glaze (de nombre real Terrence Lee Glaze) es un músico estadounidense conocido por haber pertenecido a la formación inicial de Pantera, habiendo participado en los discos de la banda en los que la influencia del glam metal y heavy metal clásico era más clara, desde 1981 hasta 1986. Glaze dejó la banda debido a disputas en el seno de la banda acerca de la dirección musical del cuarteto. Fue sustituido por Phil Anselmo, exvocalista de Razor White, después de barajarse otros nombres.
A partir de su despido de Pantera, la trayectoria de Terry Glaze ha permanecido oculta para muchos, aunque se sabe se unió en 1986 a Lord Tracy, el grupo editó un solo disco, llamado Deaf Gods of Babylon, en 1989. La banda se disolvió en 1991, y Glaze formó otra banda, Blowphish, pero no editó ningún disco debido a la dificultad para encontrar un sello que les apoyase. Después de este fracaso, Glaze se traslada a Maryland para formar su actual banda, The Crayfish, con escasa fama en el ámbito comercial. Glaze ha reformado recientemente Lord Tracy.
A pesar de la opinión común, Glaze se mantiene en contacto con Rex Brown, antiguo miembro de Pantera.
- Datos: Q2517534